# Rosamond Marshall
Rosamond Marshall, född den 17 oktober 1902 i New York City, död 13 november 1957, var en amerikansk författare.

## Biografi
Rosamond Marshall föddes i USA, men växte upp i England och utbildade sig vid universitetet i Sorbonne, Frankrike men även i Österrike, Tyskland och Italien. Detta ledde till att hon kunde tala engelska, franska, italienska, tyska och piemontesiska. Dessutom var hon en erfaren bergsbestigare.
Marshalls första roman publicerades 1941 men det stora genombrottet kom 1942 med Kitty som såldes i mer än fem miljoner exemplar. Filmen Kitty, i regi av Mitchell Leisen, hade premiär 1945. Marshalls sista roman, The Bixby girls filmatiserades 1960 som All the fine young cannibals (De unga kannibalerna) i regi av Michael Anderson och Vincente Minnelli.